# Шафшаван
Шафша́ван або Шефша́уен (араб. شفشاون [ʃəfˈʃɑːwən]; фр. і англ. Chefchaouen), також просто Ша́ван або Ша́вен (бербер. ⴰⵛⵛⴰⵡⵏ; ісп. Chauen) — місто на північному заході Марокко, розташоване в регіоні Танжер — Тетуан — Ель-Хосейма. Лежить посеред гірського хребта Ер-Риф на висоті 564 м над рівнем моря. Місто є популярним туристичним наппрямком через гірські краєвиди та будівлі, що пофарбовані у різноманітні відтінки блакитного кольору.

## Історія

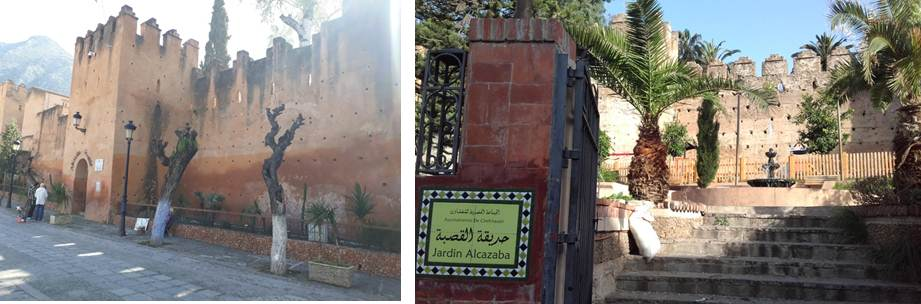
Касба Шафшавана

Шафшаван був заснований в 1471 році як невелика касба (фортеця) Мулаєм Алі ібн Рашидом ель Аламі, нащадком Абд ес Салама ель Аламі та Ідріса I, а через них — ісламського пророка Мухаммеда. Аль Аламі заснував місто з метою боротьби проти вторгнень португальців до півночі Марокко. Після завершення Реконкісти в Іспанії за часів Середньовіччя до Шафшавана переселилося багато морисків та євреїв.
4 жовтня 1920 року місто було зайняте іспанськими військами на чолі з генералом Дамасом Беренгуером. Після покинення іспанцями у 1924 році Шафшаван одразу ввійшов до складу Рифської республіки на чолі з Абд ель Крімом ель Хаттабі. У вересні 1925 року під час Іспано-франко-марокканської війни ескадрилья американських льотчиків-добровольців, що складалася з ветеранів Першої світової війни, здійсновала бомбардування Шавана, під час яких загинуло багато мирних мешканців міста. Після поразки у 1926 році Аль-Хаттабі був депортований до Реюньйона, а іспанська армія повторно зайняла місто.

## Туризм

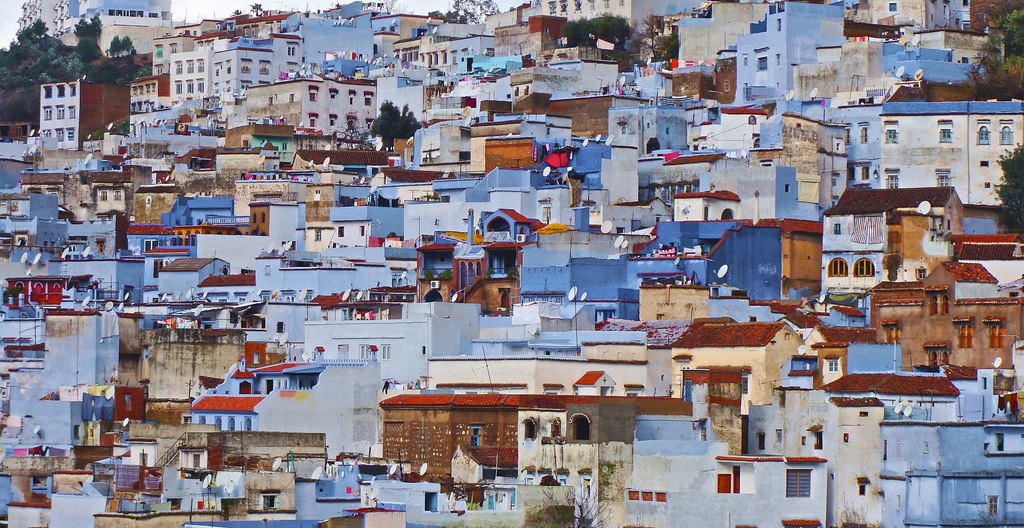
Блакитна архітектура міста

Будівлі блакитного кольору є найвизначнішою пам'яткою міста. Існує кілька версій, чому стіни пофарбовані саме так: за однією з них, синій найкраще за інші кольори сприяє захисту від комарів, за іншою — синій колір символізує небеса, чим служить нагадуванням про вічне життя. Проте за словами деяких мешканців, міські стіни були пофарбувані в блакитний колір у 1970-х роках просто задля залучення туристів. 
Зростаюча туристична галузь Шафшавена орієнтована передусім на іспанських туристів, що масово вирушають до міста під час таких великих католицьких свят, як Стрсний тиждень та Різдво. Також туристичної привабливості місту надає близькість до Танжеру та іспанської Сеути. Шафшаван є популярним місцем для шопінгу, оскільки в ньому можна придбати чимало сувенірів місцевого виробництва, що є унікальними для Марокко, а саме: вовняний одяг, плетені ковдри, а також місцеву страву — сир з козячого молока.
Близько 80% території провінції Шафшаван займає Національний парк Талассемтан, що входить до попереднього списку Світової спадщини ЮНЕСКО. Парк, що був створений у 2004 році задля збереження останніх у країні ялицевих лісів, сьогодні налічує чимало рідкісних представників фауни, а також близько 37 видів ссавців та 117 видів птахів. Сільська місцевість навколо міста має репутацію джерела вирощування канабісу, оскільки провінція Шафшаван є одним з основних місць вирощування конопель в Марокко. Недалеко від міста розташована печера Кеф-Тогобейт, одна з найглибших в Африці.

## Міста-побратими
- Іссаква, Вашингтон, США (з 11 квітня 2007)[15]
- Вехер-де-ла-Фронтера, Іспанія[16]
- Ронда, Іспанія
- Куньмін, Китай
- Тестур, Туніс
- Мертола, Португалія[17]